# Halistemma foliacea
Halistemma foliacea is een hydroïdpoliep uit de familie Agalmatidae. De poliep komt uit het geslacht Halistemma. Halistemma foliacea werd in 1833 voor het eerst wetenschappelijk beschreven door Quoy & Gaimard. 